# Anders Karitz
Anders Karitz, född 28 februari 1881, död 10 februari 1961, var en svensk filosof.
Karitz blev filosofie doktor vid Lunds universitet 1913 och docent i teoretisk filosofi där samma år. Grundlade med sina skrifter Thorild och hans filosofi (1908) och Tankelinjer hos Thorild (1913) den moderna Thorildsforskningen i Sverige. Han visade på den intima släktskapen mellan grundbegreppen i Thorilds åskådning och Gottfried Wilhelm von Leibniz och Baruch Spinozas filosofiska system. Karitz utgav även en rad Thorildskrifter med viktiga uppgifter som dennes utveckling. Sin egen filosofiska åskådning framställde Karitz i skriften Tillvarons motsatsspel (1932), där han även framlade en ny teori om våra själsliga grundfunktioner och vår kunskapsverksamhet över huvud. Filosofins och de olika specialvetenskapernas beroende av varandra och intima växelverkan har han utrett i skriften Philosophie und Specialforschung (1932).
Karitz utsågs 1933 till professor i Uppsala, dock under stort motstånd från företrädare för den s.k. Uppsalafilosofin. Tillvarons motsatsspel uppfattades av motståndarna närmast som ett pekoral. Det berättas också att Karitz på många sätt var en udda figur. Åke Ohlmarks har skrivit att "Karitz gick klädd som en luffare. [...] Han rökte inte, han drack inte, vart öre han tjänade på sina knappa docent- och forskarstipendier använde han för att köpa böcker och bekosta avhandlingstryck för". Karitz har också beskrivits som paranoid, i synnerhet efter att han hört talas om mordet på filosofen Moritz Schlick 1936.